# Çınarpınar, Ayvacık
Çınarpınar là một xã thuộc huyện Ayvacık, tỉnh Çanakkale, Thổ Nhĩ Kỳ. Dân số thời điểm năm 2011 là 183 người.